# Aaron Calver
Aaron Robert Calver (Caringbah, 12 gennaio 1996) è un calciatore australiano, difensore del Seoul E-Land.

## Carriera
Caller si forma calcisticamente nelle giovanili degli Sky Blues.Il 30 dicembre 2012 viene convocato in prima squadra e dopo soli 14 minuti di gioco viene mandato in campo al posto dell'infortunato Adam Griffiths contro l'Adelaide United Quindi all'età di 16 anni, diviene il secondo giocatore più giovane, dietro Terry Antonis ad esordire con il Sydney FC, divenendo un membro importante della squadra, complici i vari infortuni dei giocatori titolari.
Nell'aprile 2015 estende il suo contratto di due anni con il Sydney.

## Palmarès

### Club

#### Competizioni nazionali
- Premier's Plate: 2

Sydney FC: 2016-2017, 2017-2018
- Campionato australiano: 2

Sydney FC: 2016-2017, 2018-2019
- FFA Cup: 1

Sydney FC: 2017